# 长毛齿缘草
长毛齿缘草（学名：Eritrichium villosum）是紫草科齿缘草属的植物。分布于俄罗斯、生境：日本、阿富汗、克什米尔、巴基斯坦以及中国大陆的黑龙江、西藏、新疆等地，生长于海拔2,500米至3,000米的地区，常生于山坡草地，目前尚未由人工引种栽培。